# 20 Greatest Hits (더 더블리너스의 음반)
"20 Greatest Hits"는 2013년 1월 7일에 발매한 아일랜드의 포크 그룹 더 더블리너스의 베스트 음반이다. 아일랜드 음반 차트에서 100위에 올라갔다.